# Église Saint-Martin de Fermanville
Pour les articles homonymes, voir Église Saint-Martin.
L'église Saint-Martin de Fermanville est un édifice catholique qui se dresse sur le territoire de la commune française de Fermanville, dans le département de la Manche, en région Normandie.

## Localisation
L'église Saint-Martin est située à flanc de colline, au débouché de la vallée des Moulins, sur la commune de Fermanville, dans le département français de la Manche.

## Historique
L'église actuelle fut reconstruite en 1658 à la même place, par Jacques Leclère, curé de la paroisse, en accord avec Pierre Davy, seigneur de Fermanville.

### Ancienne église
Il existait une église au XIIIe siècle et le curé percevait toutes les dîmes. Le testament de Jean Lenfant, écuyer, sieur de la Haulle, qui administra la paroisse de 1619 environ jusqu'à 1640, stipule, qu'il lègue à l'église son calice d'argent, tous ses ornements, chasubles, tuniques, étole ainsi qu'une rente afin d'établir la confrérie du saint Rosaire, et 50 boisseaux de froments aux nécessiteux.

### Église actuelle
C'est Pierre Poisson, qui à partir de 1678, devint curé de la paroisse où il y a 197 taillables et 11 pauvres. Dans le troisième quart du XVIIIe siècle, Bernardin de Percy, agrandit le presbytère. 

#### Période révolutionnaire
En 1788, c'est Barthélémy Fleury qui prend la cure de Fermanville. Il refusera de prêter serment à la constitution civile du clergé et s'exile à Aurigny. Bon-Honoré Lemaître qui en est le curé constitutionnel apporta des améliorations dans l'église, mais ayant refusé de rendre ses lettres de prêtrise, il sera à ce titre emprisonné.
Deux cloches furent envoyées à Cherbourg, ainsi que les objets du culte, linge et ornements. Les autels, armoires et confessionnaux et le presbytère sont alors vendus.

#### Époque contemporaine
Après la Révolution, l'église, qui ne pouvait contenir que 800 personnes, était devenue trop petite. L'édifice coincé entre le petit cours d'eau qui coulait au pignon est et la colline granitique qui touchait le pignon ouest, fut néanmoins agrandie, ainsi que le cimetière, par le curé Étienne Néel et son vicaire qui entreprirent, en 1827-1828, les travaux de déblaiement de la colline, gagnant ainsi 12 mètres de terrain permettant d'allonger la nef. Jugée encore trop petite, de 1840 à 1848, on ajoute deux chapelles latérales, qui furent achevées par le curé Jacques Lebreton et qui fera plafonner les voûtes.
Thomas, qui lui succède, fait venir de Cherbourg des sœurs de la charité afin de tenir une école et visiter les malades. Il sera contraint de quitter la paroisse et envoyé par l'évêque à Alleaume en 1866, à la suite d'un différend avec des notables, sur la location des bancs, à cause de l'autel en marbre blanc qu'il avait installer, nécessitant le déplacement de plusieurs bancs. M. Vignon qui lui succéda, transférera l'autel dans la chapelle de la sainte Vierge et garnira le chœur de stalles. Il se porta également acquéreur des dépendances du presbytère, qu'il revendit à perte à la fabrique.
Dans la chapelle nord, M. Louet fait construire un autel sur le même modèle que celui de la Vierge. Béni en 1875, il existe encore. En 1890, un autel de marbre blanc, sorti des ateliers de M. Moulin de Toulouse, fut placé et la fenêtre du chevet fut percée.
En 1899, la fabrique et la municipalité demandèrent au préfet l'autorisation de dérocher (50 m3 de terre) la colline qui surplombait l'église, celle-ci menaçant le pignon ouest.
Lors de la Seconde Guerre mondiale, l'église eut sa toiture et ses vitraux endommagés.

## Description
L'église, sous le vocable de Saint-Martin a son chœur séparé de la nef par une grande arcade d'environ six mètres d'ouverture. Elle est composée de trois travées, deux bas-côtés avec chacun un autel.
Le clocher, trop bas, par manque d'argent, et qui portait mal le son des cloches, fut construit sur la colline qui domine presque à pic le pignon occidental. La petite tour carrée, pas très haute, fut ensuite consolidée afin de pouvoir supporter de lourdes cloches, couvert d'un toit en bâtière.
La chapelle du transept nord est dédiée à saint Martin, celle du transept sud à Notre-Dame de Lourdes. À remarquer, à l'intérieur, les restes d'une armoire gothique.
La plupart des verrières datent du début du XXe siècle. Huit ont été posés après la Seconde Guerre mondiale.
Compte-tenu de la particularité du site, s'étagent autour de l'édifice, trois cimetières, le plus haut étant le plus ancien, et dont l'accès est en quinconce afin d'empêcher l'intrusion des animaux. Ceux-ci abritent divers sépultures et croix, pour certaines inscrites aux titre objet aux monuments historiques.

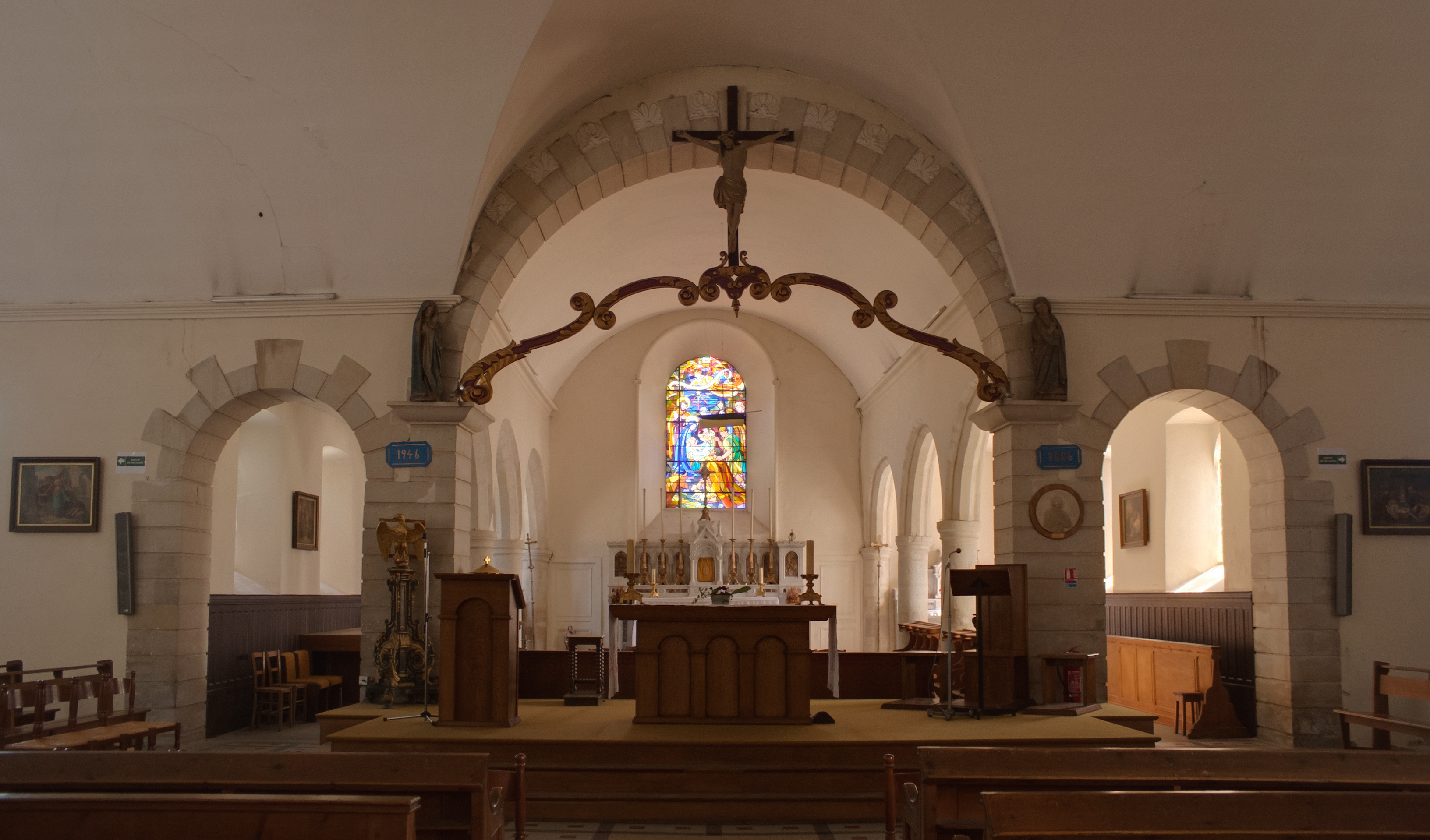
Le chœur, l'arc triomphal avec sa perque.
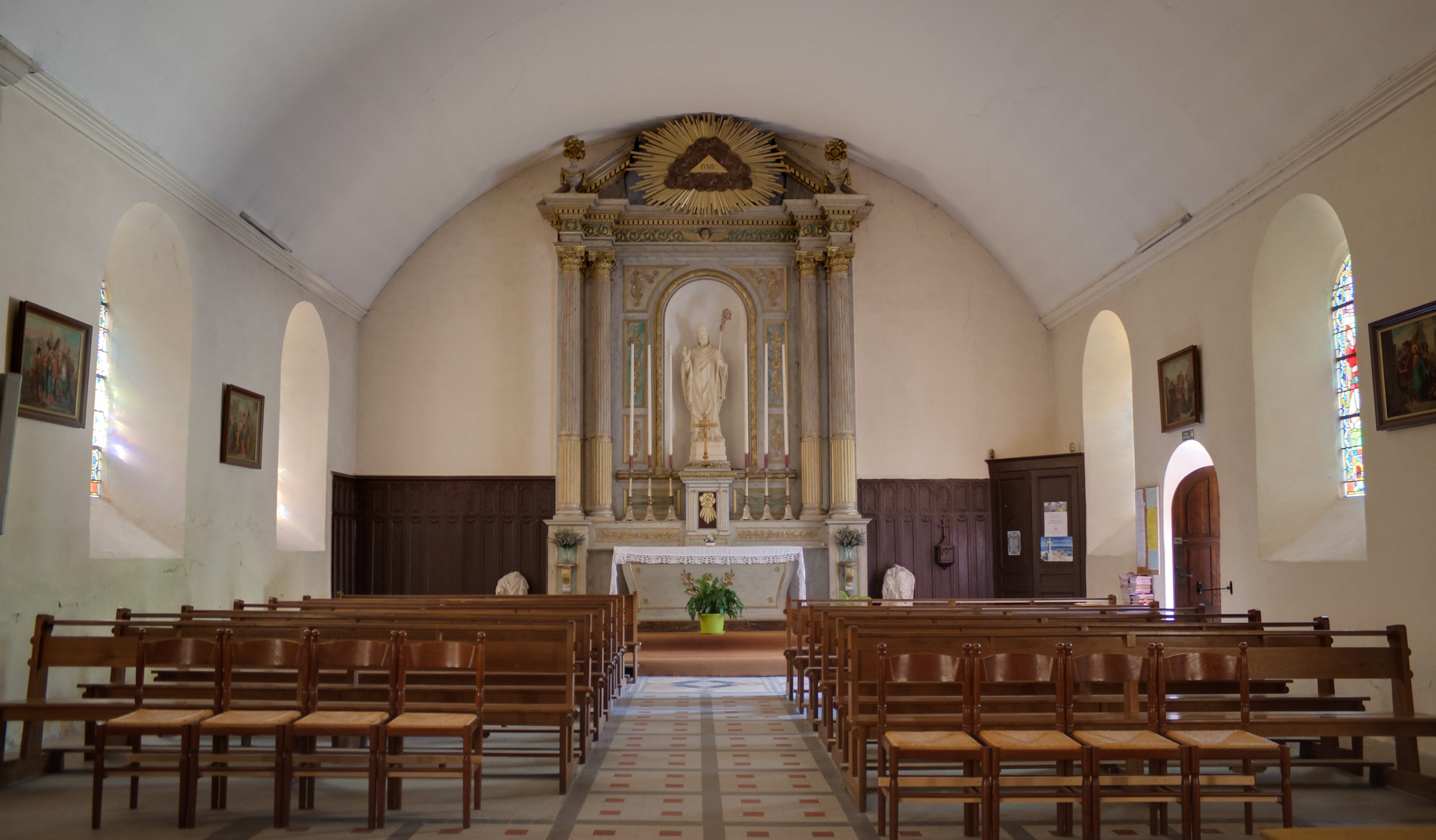
Le transept nord.
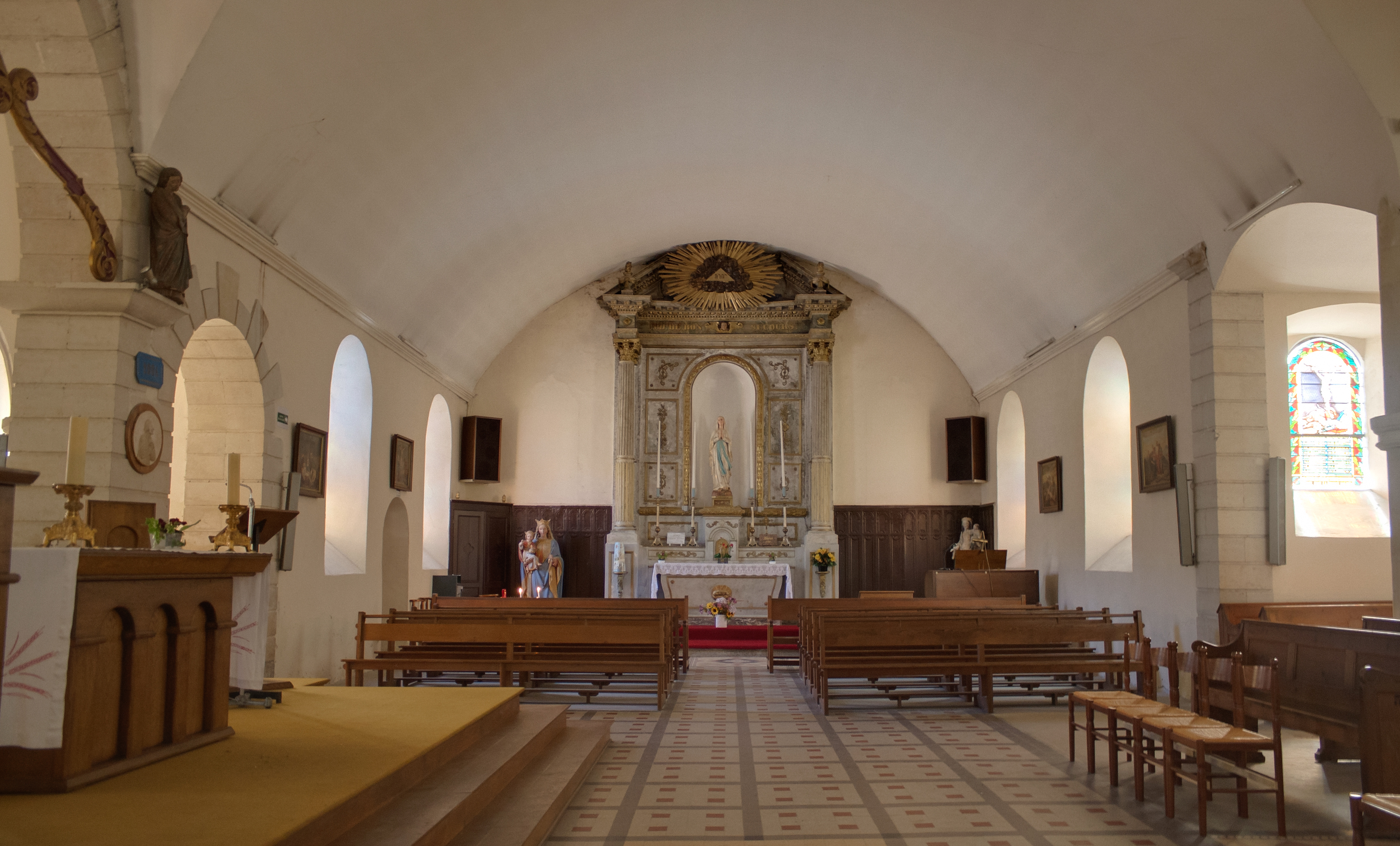
Le transept sud.

## Mobilier
L'église sous le vocable de saint Martin abrite trois vitraux réalisés en 1934, et restaurés après la guerre, qui illustrent la vie du saint.
L'élément le plus remarquable est le groupe sculpté de la Vierge à l'Enfant. Elle se tient droite et porte Jésus, qui joue avec un perroquet, sur son bras gauche, alors que sa main droite ramène devant-elle les plis de son manteau. Son vissage, grave, est encadré par des cheveux bruns sous un voile tenu par une couronne étoilée. Son manteau a sa bordure sculptée de lettres de l'alphabet. Ce costume évoque le début du XVIe siècle. Deux angelots, l'un jouant du luth, l'autre de l'orgue portatif, sont disposés à ses pieds.
Ce groupe sculpté est classé au titre objet aux monuments historiques ainsi qu'une statue mutilée d'un saint évêque décapitée à qui il manque la base du corps et est probablement une statue de saint Martin (fin XVe – XVIe siècle), une statue d'une sainte femme, couronnée, qui porte un livre ouvert, et un calice et une patène,.
Les statues de saint Jean et de la Vierge, qui appartenaient à une crucifixion, sont disposées aux extrémités de la perque. Le drapé de leurs vêtements est caractéristiques du XVe siècle. Elles sont inscrites au titre objet aux monuments historiques, ainsi que de nombreuses autre œuvres conservées.

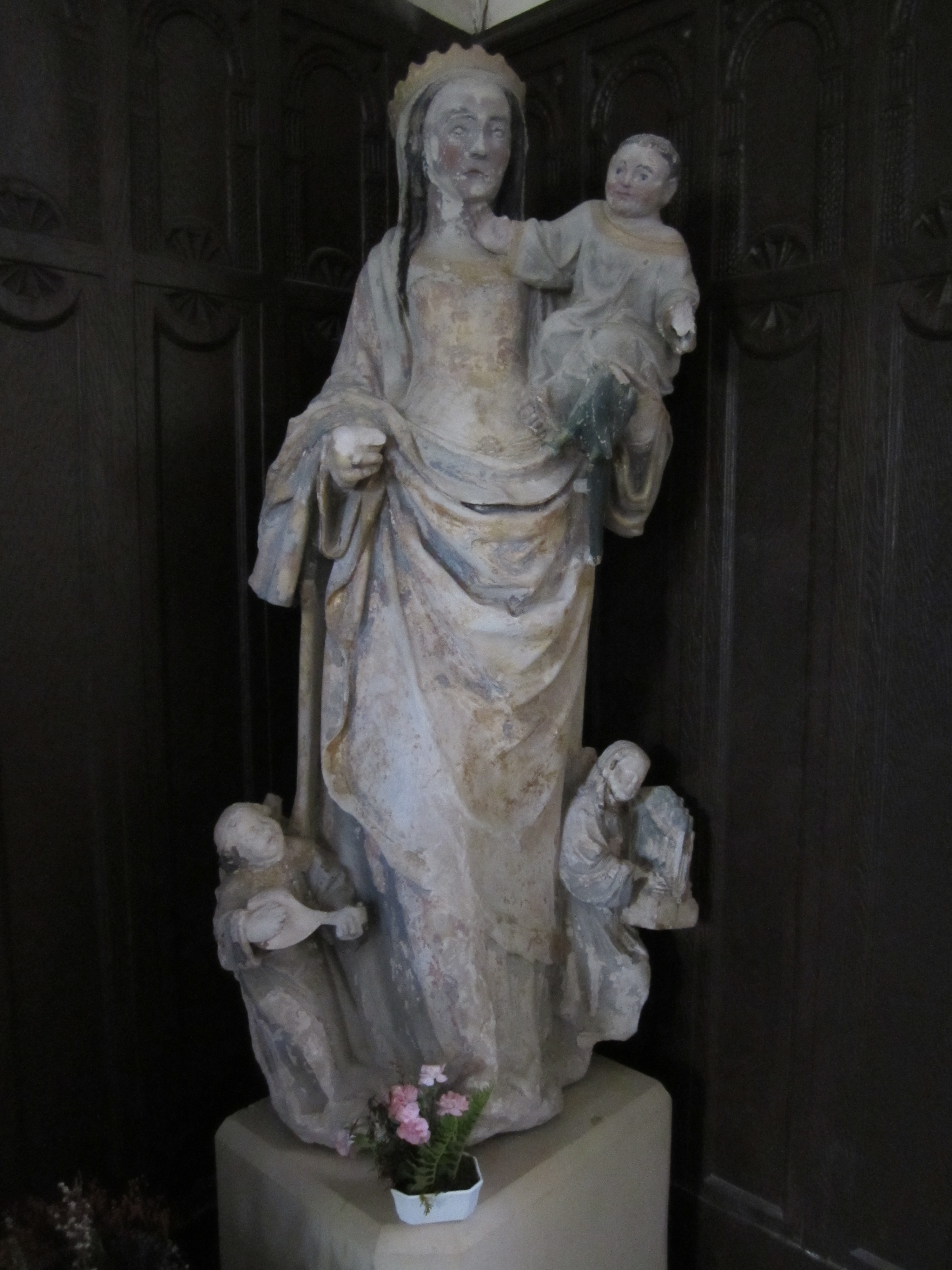
Vierge à l'Enfant.
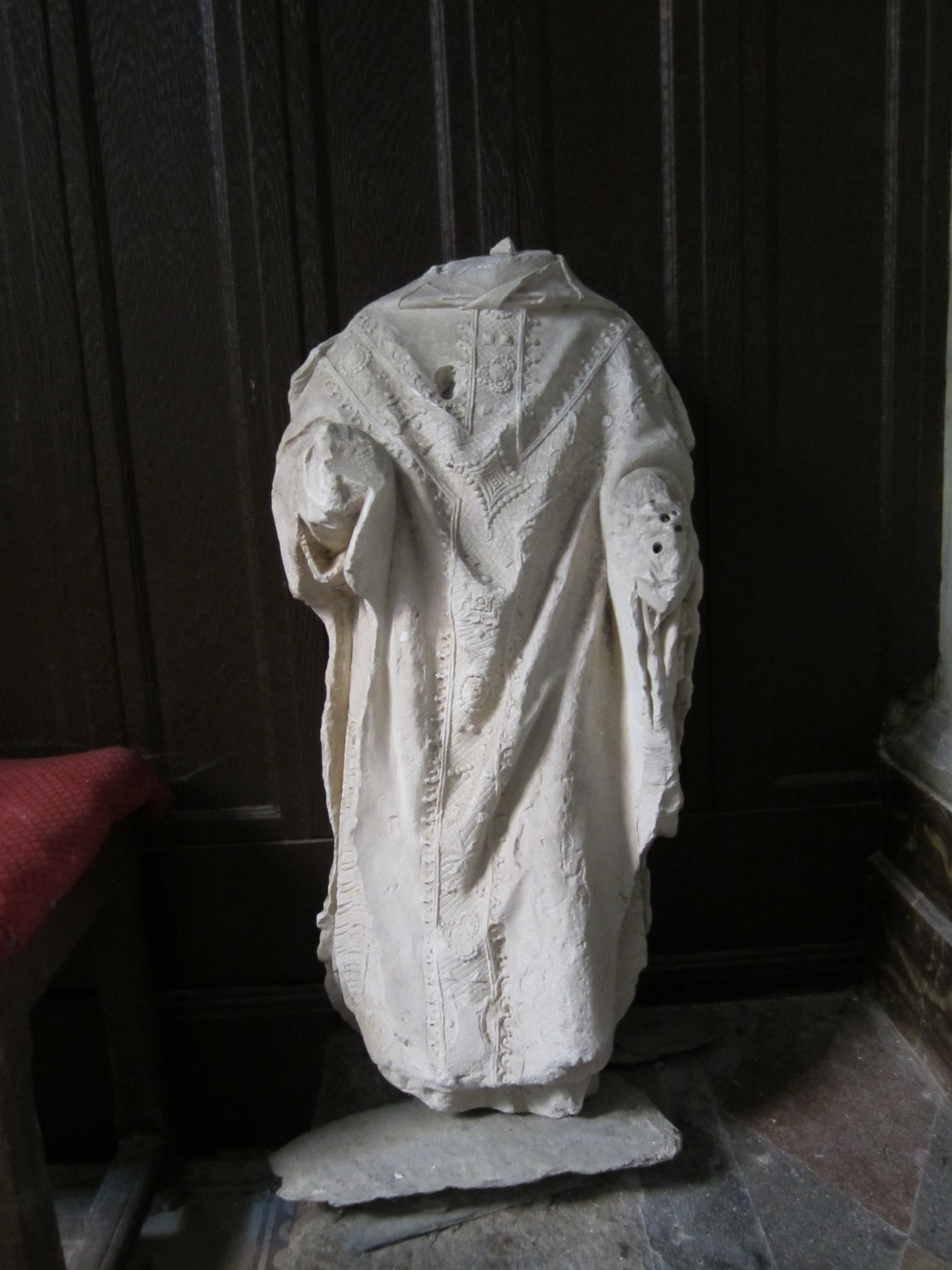
Saint évêque décapité.
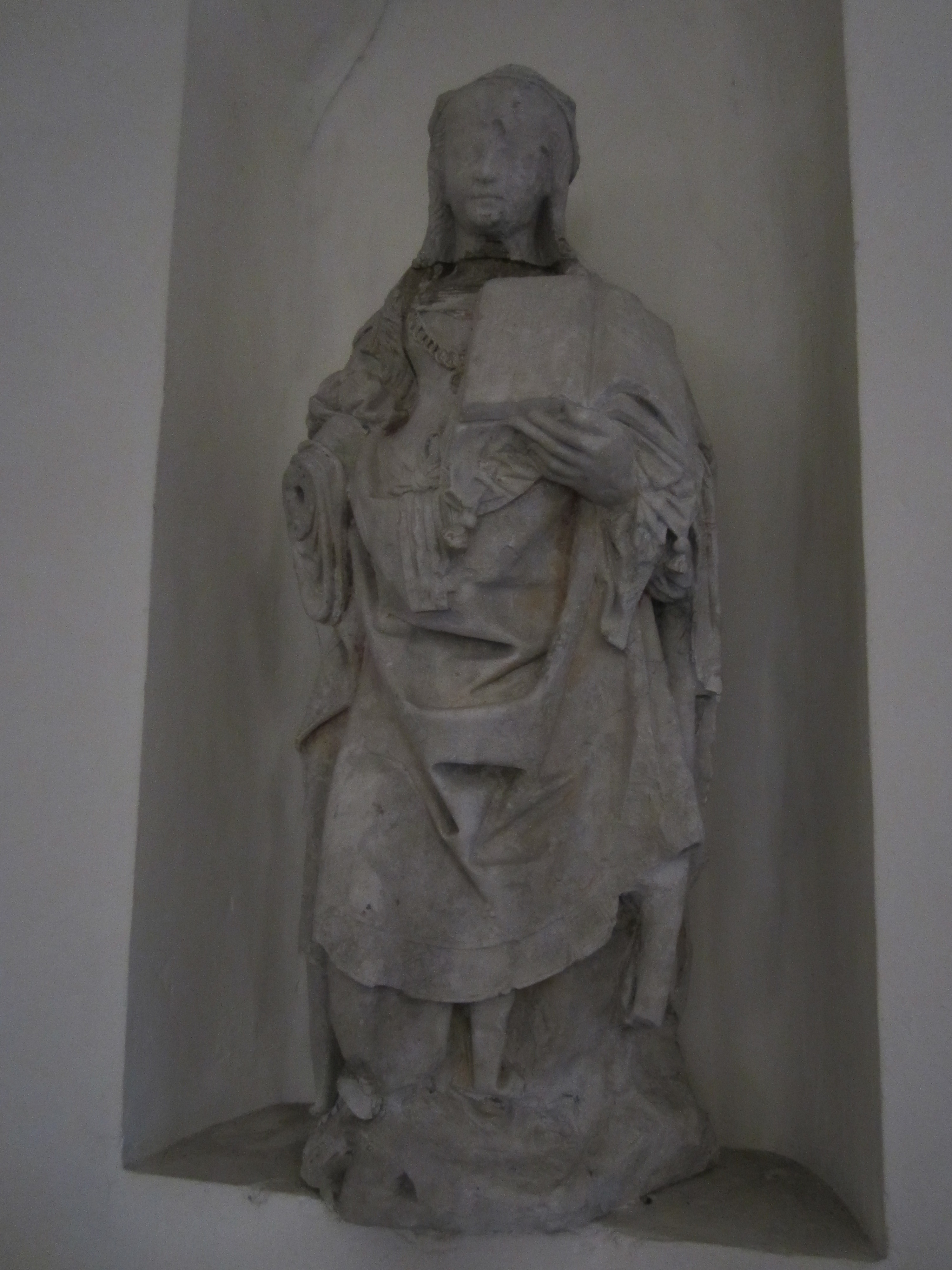
Sainte femme portant un livre ouvert.